# Guerra electrònica
La guerra electrònica és qualsevol acció bèl·lica que fa servir l'espectre electromagnètic o d'armes d'energia dirigida per controlar l'espectre, atacar un enemic o protegir-se d'assalts enemics mitjançant l'espectre. El propòsit de la guerra electrònica és impedir que l'enemic faci servir l'espectre i al mateix temps assegurar-ne l'ús per part de les forces amigues. Aquest tipus de combat es pot fer per qualsevol medi (terra, sota terra, mar, aire i espai), sigui per sistemes tripulats o no tripulats. Quant als objectius, poden ser comunicacions, radars i altres menes d'instal·lacions i altres serveis.